# Caterina Appiano
Caterina Appiano (Piombino, 1401 – Scarlino, 19 febbraio 1451) fu la quarta signora di Piombino, Scarlino, Populonia, Suvereto, Buriano, Abbadia al Fango e delle isole d'Elba, Montecristo e Pianosa, la seconda donna a governare il territorio.

## Biografia

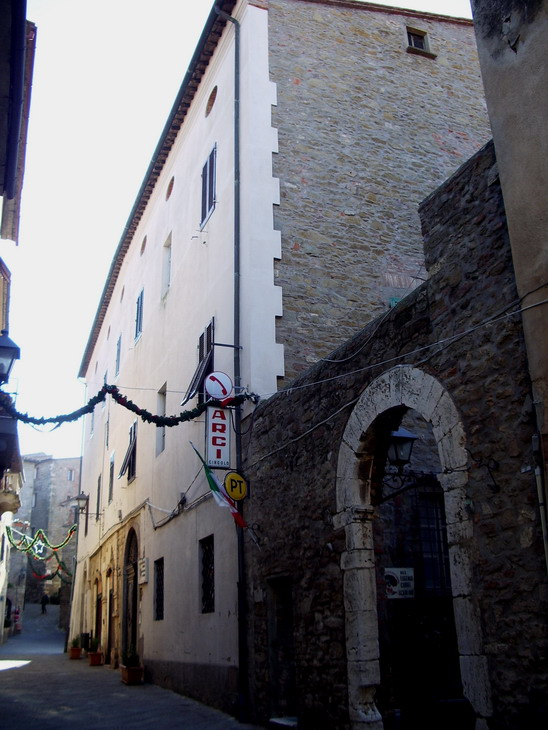
Il Palazzo del Conte a Scarlino

Figlia secondogenita di Gherardo Appiano, successe alla madre Paola Colonna alla morte di questa il 30 novembre 1445: questo fu possibile grazie all'intervento militare del marito, Rinaldo Orsini del ramo di Tagliacozzo, sposato nel 1440, e che già aveva sostenuto con le armi la suocera. Rinaldo prese il titolo di co-signore accanto alla moglie: alla sua scomparsa (1450) la quarantanovenne Caterina si trovò del tutto indifesa ed accettò rassegnata che lo zio Emanuele Appiano le subentrasse.
Nel 1419, insieme al fratello Jacopo, accompagnò la madre reggente Paola Colonna desiderosa di incontrare il suo germano papa Martino V che per un anno dimorò in Firenze. L'episodio è stato immortalato, nel 1424 circa, dal pittore fiorentino Bicci di Lorenzo che descrisse la consacrazione della chiesa di Sant'Egidio. Caterina e Jacopo risultano molto somiglianti.
Dal matrimonio non aveva avuto figli, e gli eredi delle sue sorelle, coniugate con un Da Varano e un Pio di Savoia, non avevano né intenzione né la forza di rincorrere mire espansionistiche. Ritiratasi a Scarlino nel Palazzo del Conte, vi morì il 19 dicembre 1451 all'età di cinquant'anni.

## Ascendenza
|                                                  |                                      |                                        | Genitori                                      |  |  | Nonni |  |  | Bisnonni                   |  |  | Trisnonni           |  |
|                                                  |                                      |                                        |                                               |  |  |       |  |  | Giovanni "Vanni" d'Appiano |  |  | Benvenuto d'Appiano |  |
|                                                  |                                      |                                        |                                               |  |  |       |  |  | Giovanni "Vanni" d'Appiano |  |  | Benvenuto d'Appiano |  |
|                                                  |                                      | …                                      |                                               |  |  |       |  |  | Giovanni "Vanni" d'Appiano |  |  |                     |  |
| Jacopo I d'Appiano, signore di Pisa              |                                      |                                        |                                               |  |  |       |  |  | Giovanni "Vanni" d'Appiano |  |  |                     |  |
|                                                  |                                      | …                                      | …                                             |  |  |       |  |  |                            |  |  |                     |  |
|                                                  |                                      | …                                      | …                                             |  |  |       |  |  |                            |  |  |                     |  |
|                                                  |                                      | …                                      | …                                             |  |  |       |  |  |                            |  |  |                     |  |
| Gherardo Leonardo d'Appiano, signora di Piombino |                                      | …                                      |                                               |  |  |       |  |  |                            |  |  |                     |  |
|                                                  |                                      | Emanuele Pannocchieschi                | …                                             |  |  |       |  |  |                            |  |  |                     |  |
|                                                  |                                      | Emanuele Pannocchieschi                | …                                             |  |  |       |  |  |                            |  |  |                     |  |
|                                                  |                                      | Emanuele Pannocchieschi                | …                                             |  |  |       |  |  |                            |  |  |                     |  |
| Polissena Pannocchieschi                         |                                      | Emanuele Pannocchieschi                |                                               |  |  |       |  |  |                            |  |  |                     |  |
|                                                  |                                      | Adelasia della Gherardesca             | Gherardo VII, conte della Gherardesca         |  |  |       |  |  |                            |  |  |                     |  |
|                                                  |                                      | Adelasia della Gherardesca             | Gherardo VII, conte della Gherardesca         |  |  |       |  |  |                            |  |  |                     |  |
|                                                  |                                      | Adelasia della Gherardesca             | Adelasia Grimaldi                             |  |  |       |  |  |                            |  |  |                     |  |
| Caterina Appiano, signora di Piombino            |                                      | Adelasia della Gherardesca             |                                               |  |  |       |  |  |                            |  |  |                     |  |
|                                                  | Pietro Colonna, signore di Genazzano | Giordano Colonna, signore di Genazzano |                                               |  |  |       |  |  |                            |  |  |                     |  |
|                                                  | Pietro Colonna, signore di Genazzano | Giordano Colonna, signore di Genazzano |                                               |  |  |       |  |  |                            |  |  |                     |  |
|                                                  | Pietro Colonna, signore di Genazzano | Margherita Capocci                     |                                               |  |  |       |  |  |                            |  |  |                     |  |
| Agapito V Colonna, signore di Genazzano          | Pietro Colonna, signore di Genazzano |                                        |                                               |  |  |       |  |  |                            |  |  |                     |  |
|                                                  |                                      | Letizia Conti                          | …                                             |  |  |       |  |  |                            |  |  |                     |  |
|                                                  |                                      | Letizia Conti                          | …                                             |  |  |       |  |  |                            |  |  |                     |  |
|                                                  |                                      | Letizia Conti                          | …                                             |  |  |       |  |  |                            |  |  |                     |  |
| Paola Colonna                                    |                                      | Letizia Conti                          |                                               |  |  |       |  |  |                            |  |  |                     |  |
|                                                  |                                      | Giovanni Conti                         | Giovanni Conti, signore della rocca di Astura |  |  |       |  |  |                            |  |  |                     |  |
|                                                  |                                      | Giovanni Conti                         | Giovanni Conti, signore della rocca di Astura |  |  |       |  |  |                            |  |  |                     |  |
|                                                  |                                      | Giovanni Conti                         | Margherita Colonna                            |  |  |       |  |  |                            |  |  |                     |  |
| Caterina Conti                                   |                                      | Giovanni Conti                         |                                               |  |  |       |  |  |                            |  |  |                     |  |
|                                                  |                                      | Cecca da Ceccano                       | Giacomo da Ceccano                            |  |  |       |  |  |                            |  |  |                     |  |
|                                                  |                                      | Cecca da Ceccano                       | Giacomo da Ceccano                            |  |  |       |  |  |                            |  |  |                     |  |
|                                                  |                                      | Cecca da Ceccano                       | Lella Caetani                                 |  |  |       |  |  |                            |  |  |                     |  |
|                                                  |                                      | Cecca da Ceccano                       |                                               |  |  |       |  |  |                            |  |  |                     |  |